# Caldearenas
Candarenas (en castellà: Caldearenas) és un municipi aragonès situat a la província d'Osca i enquadrat a la comarca de l'Alt Gàllego.

## Nuclis
- Caldearenas
- Anzánigo
- Aquilué
- Artaso
- Escusaguat
- Estallo
- Javierrelate
- Latre
- San Vicente de Aquilué
- Saqués
- Sieso de Jaca
- Surué